# Fredrik Bull-Hansen
Fredrik Vilhelm Bull-Hansen (* 2. August 1927 in Skien, Norwegen; † 1. März 2018) war ein norwegischer General und Diplomat. Er war Chef des norwegischen Militärs von 1984 bis 1987 und danach Ratsmitglied der Deutsch-Norwegischen Gesellschaft.